# Flügelbahnhof
Ein Flügelbahnhof ist ein betrieblich weitgehend eigenständiger und räumlich von den anderen Betriebsanlagen etwas abgesetzter Teil eines größeren Bahnhofs.
Flügelbahnhöfe entstanden oft durch nachträgliche Erweiterungen bestehender Bahnanlagen: war aufgrund beschränkter räumlicher Verhältnisse oder bestehender Gebäude keine Erweiterung der Bahnanlagen am bisherigen Standort möglich, wurden die zusätzlichen Gleise und Anlagen in der Nähe des ursprünglichen Bahnhofs errichtet und bildeten damit einen eigenständigen Bahnhofsteil. Flügelbahnhöfe finden sich auch dort, wo mehrere Strecken unabhängig voneinander betrieben werden sollten, z. B. an Stellen, an denen die Strecken verschiedener Bahnverwaltungen zusammentrafen. Beispielsweise besaß der Bahnhof Mühlacker an der Nahtstelle des Badischen und Württembergischen Eisenbahnnetzes neben der als Durchgangsbahnhof ausgelegten Anlage der Württembergischen Staatsbahnen einen eigenen, davon abgegrenzten Endbahnhof der Badischen Staatsbahnen, der als Kopfbahnhof angelegt war. Beide Bahnhofsteile besaßen eigene Gebäude und Bahnbetriebswerke und waren nur über wenige Gleisstücke miteinander verbunden.
Einige der bekanntesten Flügelbahnhöfe im deutschsprachigen Raum sind der Holzkirchner und der Starnberger Bahnhof als Teile des Münchner Hauptbahnhofs, der Pfälzer Bahnhof im Karlsruher Hauptbahnhof sowie der Bahnhof Basel SNCF in Verlängerung des Bahnhof Basel SBB.

## Weitere Bahnhofsarten
- Nach baulicher Unterscheidung: Reiterbahnhof, Keilbahnhof, Inselbahnhof, Turmbahnhof, Tunnelbahnhof
- Nach betrieblicher Bedeutung: Durchgangsbahnhof, Kopfbahnhof, Berührungsbahnhof, Trennungsbahnhof, Kreuzungsbahnhof, Anschlussbahnhof